# Nissan (Insel)
Die Insel Nissan ist die Hauptinsel des gleichnamigen Nissan-Atolls und der Green Islands insgesamt, die aus den Atollen Nissan und Pinipel bestehen. Wie alle Inseln der Green Islands gehört Nissan zur Autonomen Region Bougainville in Papua-Neuguinea.

## Geographie
Nissan ist die östlichste und südlichste Insel der Hibernischen Inseln. Sie hat eine Fläche von 37 km² und ragt bis zu 34 m über dem Meer auf.
Nissan hatte im Jahr 2011 etwa 6810 Einwohner. Es werden zwei austronesische Sprachen gesprochen.
Nissan wird von Rabaul (Neubritannien) und Buka aus in unregelmäßigen Abständen von Versorgungsschiffen angefahren. Die Start- und Landebahn aus dem Zweiten Weltkrieg existiert noch immer, wird aber seit 2007 nicht mehr genutzt. Einziger nennenswerter Wirtschaftszweig ist der Export von Kopra.